# Роги та копита
«Роги та копита» (англ. Barnyard) — анімаційна комедія 2006 року. Режисер Стів Одекерк. Ролі озвучили: Кевін Джеймс, Кортні Кокс, Сем Елліот, Денні Гловер, Енді Макдавелл, Ванда Сайкс.
Автор українського перекладу і виконавець пісні Коня — Сергій Ковальчук.

## Сюжет
Веселий бичок Отіс готовий розважатись весь день, не дуже піклуючись про те, щоб хазяї не дізнались про “людські” боки його натури. Однак настає момент, коли йому доводиться стати справжнім лідером для друзів-тварин.